# Municipio de Dwight (Illinois)
El municipio de Dwight (en inglés: Dwight Township) es un municipio ubicado en el condado de Livingston en el estado estadounidense de Illinois. En el año 2010 tenía una población de 4494 habitantes y una densidad poblacional de 49,81 personas por km².

## Geografía
El municipio de Dwight se encuentra ubicado en las coordenadas 41°4′19″N 88°24′32″O / 41.07194, -88.40889. Según la Oficina del Censo de los Estados Unidos, el municipio tiene una superficie total de 90.22 km², de la cual 90,13 km² corresponden a tierra firme y (0,11 %) 0,1 km² es agua.

## Demografía
Según el censo de 2010, había 4494 personas residiendo en el municipio de Dwight. La densidad de población era de 49,81 hab./km². De los 4494 habitantes, el municipio de Dwight estaba compuesto por el 96,8 % blancos, el 0,85 % eran afroamericanos, el 0,09 % eran amerindios, el 0,38 % eran asiáticos, el 1 % eran de otras razas y el 0,89 % eran de una mezcla de razas. Del total de la población el 3,23 % eran hispanos o latinos de cualquier raza.